# Rejon darnycki
Rejon darnycki (ukr. Дарницький район) – jeden z lewobrzeżnych rejonów Kijowa. Znajduje się w środkowo-wschodniej części miasta, ma powierzchnię około 134 km² i liczy ponad 285 tysięcy mieszkańców. Został utworzony 3 kwietnia 1935.
W dniu 8 kwietnia 1944 roku polskie oddziały zostały zbombardowane na stacji kolejowej Darnica. Walki żołnierzy polskich pod Darnicą zostały upamiętnione na Grobie Nieznanego Żołnierza w Warszawie, napisem na jednej z tablic w okresie lat 1945–1990: "DARNICA 8 IV 1944".